# Логотип Запоріжжя

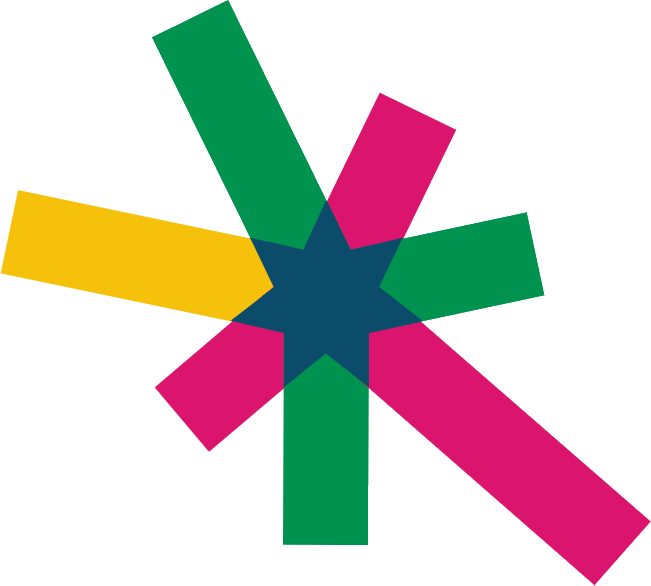
Логотип міста Запоріжжя — «Сім шляхів»

Логоти́п Запорі́жжя — туристичний та громадський логотип міста Запоріжжя, адміністративного центру Запорізької області та одного з найбільших міст України.

## Історія
У листопаді 2017 року, в рамках програми розвитку туризму в Запоріжжі, була представлениа туристична символіка міста Запоріжжя — новий логотип, айдентика та міський туристичний сайт. Проєкт туристичної айдетики Запоріжжя переміг на всеукраїнському конкурсі «Ukrainian Design: The Very Best Of». Розробниками туристичного бренду міста стали «Dmytro Bulanov creative buro» спільно з Асоціацією індустрії гостинності України. Всього у конкурсі брали участь 238 проєктів в більш ніж семи номінаціях. Вперше туристичний бренд був поданий на конкурс, і одразу ж переміг. Для такого молодого бренду це було великим досягненням. Айдентика тур-бренду Запоріжжя активно використовується як інструмент для просування туристичної галузі в Запоріжжі й допомагає розвивати туризм міста.
Туристичний логотип виконаний в тих же кольорах, що й офіційні символи міста — герб і прапор у жовтому, зеленому та малиновому. На стику різнокольорових смуг формується семикутна зірка. Логотип означає перехрещення семи туристичних маршрутів, для якого окремо розроблені логотипи кожного з маршрутів.

## Айдентика
Запоріжжя — місто з багатою історико-культурною спадщиною. Острів Хортиця, Дніпровська ГЕС, мальовничі пейзажі та архітектурні пам'ятки є не менш привабливим для гостей міста.
При створенні бренду враховувалася концепція розвитку туризму міста і слоган Запоріжжя — «Сім шляхів до пригод», логотип — сім ліній, які при перетині утворюють семикутну зірку. З цією метою громадою було обрано та сформовано 7 найяскравіших туристичних напрямків: 
1. козацьке;
2. природне;
3. історичне;
4. індустріальне;
5. подієве;
6. видовищне;
7. сакральне.

Сім напрямків — це асортимент дозвілля, різноманітні пропозиції для туристів, які мають залучити ще більше українських та іноземних туристів до Запоріжжя. Ця концепція отримала назву — «7х7».

### Слоган
Конструктор слогану відповідає загальній концепції туристичного бренду і вирішує завдання:
- має унікальний меседж, що пов'язаний із туристичним потенціалом Запоріжжя;
- комунікує певний емоційний настрій, відповідно до загальної ідеї;
- рекламує унікальні туристичні продукти Запоріжжя — виражені у семи напрямках.

Рушійне словосполучення слогану — «Сім шляхів», яка є основою і одночасно корінь для створення різних за змістом та настроєм варіацій слогану, в межах однієї парадигми:
- Сім шляхів до пригод — основний слоган, який прямо позиціонує Запоріжжя, як місто з різними варіантами для дозвілля та пригод.
- Сім шляхів до нових вражень — той самий слоган, але з акцентом на враження туристів.
- Сім шляхів до себе — більш широке і філософське розкриття теми шляхів та пригод, що позиціонує 7 туристичних напрямків до розкриття особистості.

### Концепція логотипу
Основний меседж концепції логотипу — «Сім шляхів», що ведуть до Запоріжжя й надають можливість отримувати нові враження, відкривати Запоріжжя по-новому.

### Зірка
Традиційна зірка із козацького прапору має 6 кутів, а нова — 7 кутів, що символізує сучасне Запоріжжя із сьома туристичними напрямками — є продовження традиції і створення на її основі нового переосмисленого символу у відповідності із сучасними особливостями міста.